# Mięsień bródkowo-gnykowy

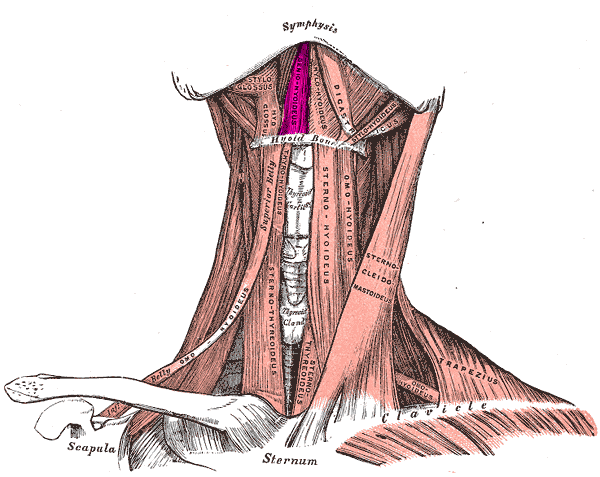
Mięsień bródkowo-gnykowy

Mięsień bródkowo-gnykowy (łac. musculus geniohyoideus) – w anatomii człowieka parzysty, walcowaty mięsień szyi, należący do grupy mięśni nadgnykowych. Biegnie od kolca bródkowego żuchwy do kości gnykowej. Jest najwyżej położonym wśród mięśni nadgnykowych, pokrytym od dołu przez mięsień żuchwowo-gnykowy.
Unaczyniony jest od tętnicy językowej (gałąź tętnicy szyjnej zewnętrznej), a unerwiony poprzez pętlę szyjną i nerw podjęzykowy.
Przesuwa ku górze i przodowi kość gnykową (jak brzusiec przedni mięśnia dwubrzuścowego), unosi także język.